# Hugo Cores
Hugo Cores Pérez (né le 17 novembre 1937 à Villa Crespo, Argentine, mort le 6 décembre 2006 à Montevideo, Uruguay) était un syndicaliste et homme politique uruguayen, d'origine argentine, et de tendance communiste libertaire. Militant de la Fédération anarchiste uruguayenne (FAU), il fut en exil cofondateur du Parti pour la victoire du peuple (PVP), avant d'être élu en 1989 député sur les listes du Mouvement de participation populaire (MPP) appartenant au Frente Amplio.

## Des années 1950 à l'exil
Professeur d'histoire, il avait milité à la Federación de Estudiantes Universitarios del Uruguay (es) (FEUU) dans les années 1950. Il devient ensuite cadre du syndicat AEBU (Asociación de Empleados Bancarios del Uruguay) puis participa à la création d'une centrale syndicale unifiée, concrétisée en 1964 par la Convention nationale des travailleurs (CNT). Hugo Cores fut vice-président de la CNT entre 1969 et 1971. Par ailleurs membre de la Fédération anarchiste uruguayenne (FAU) depuis 1956, il participa à la création de l'organisation Résistance ouvrière étudiante (Resistencia Obrero - Estudiantil, ROE) ainsi qu'à la grève générale entamée le 27 juin 1973 contre le coup d'État militaire.
Après l'échec de cette dernière, il s'exila à Buenos Aires, avec d'autres membres de la FAU et de la ROE, dont Gerardo Gatti et Léon Duarte. Ils fondèrent ensemble le Parti pour la victoire du peuple (PVP, Partido por la Victoria del Pueblo), « anarcho-marxiste », en 1975, dont nombre de militants furent séquestrés, passant par le centre clandestin de détention du garage Orletti avant d'être victimes des « vols de la mort ». Hugo Corres lui-même fut enlevé en avril 1975, sous le gouvernement d'Isabel Perón, et resta 20 jours durant desaparecido, jusqu'à ce que les autorités argentines reconnaissent sa détention sous la pression internationale. 
Il fut alors transféré à la prison de Sierra Chica, avant d'être expulsé du pays. Il s'exila alors de nouveau, d'abord en France, puis à São Paulo au Brésil, militant contre la dictature uruguayenne. En 1977, il signa, aux côtés d'Enrique Erro, José Díaz et Enrique Rodríguez, l'appel visant à créer un Front antidictatorial afin d'unir toutes les forces de la diaspora uruguayenne contre la dictature. L'année suivante, c'est lui qui fut l'auteur de l'appel anonyme alertant des journalistes de l'enlèvement d'un couple d'Uruguayens à Porto Alegre par des militaires uruguayens, avec la complicité du Brésil, ce qui sauva la vie du couple.

## La transition démocratique
Fin 1983, il retourna en Argentine puis, le 31 décembre 1984, après les élections annonçant la transition démocratique, en Uruguay. Élu en 1989 membre de la direction provisoire du Mouvement de participation populaire (MPP), auquel s'était intégré le Parti pour la victoire du peuple (PVP), il fut élu député aux élections de novembre 1989 sur la liste 609 du MPP, avant de démissionner en 1994, le PVP quittant alors le MPP. Il fut ensuite secrétaire politique de Tabaré Vázquez, alors président du Frente Amplio et élu par la suite président de l'Uruguay.
Au moment de son décès en 2006, Hugo Cores Pérez était le dernier survivant de la direction originelle du PVP ainsi que son secrétaire général. Outre son activité politique, il était historien et journaliste (il écrivait des chroniques dans La República), et a écrit plusieurs livres sur l'histoire contemporaine de l'Uruguay et sur les mouvements sociaux.

## Sources
- Dictionnaire international des militants anarchistes : CORES PÉREZ, Hugo.
- Hugo, pasión y razón del socialismo libertario, La República, 7 décembre 2006 (nécrologie)

- (es) Cet article est partiellement ou en totalité issu de l’article de Wikipédia en espagnol intitulé « Hugo Cores » (voir la liste des auteurs).